# Michelle Cliff
Michelle Carla Cliff (Kingston, 2 de noviembre de 1946 - 12 de junio de 2016) fue una escritora, novelista y pensadora jamaicano-estadounidense.
Además de novelas, Cliff también escribió cuentos, poemas en prosa y crítica literaria. Sus obras exploran los diversos problemas de identidad complejos que surgen de la experiencia del poscolonialismo, así como la dificultad de establecer una identidad individual auténtica frente a las construcciones de raza y género. Como revisionista histórica, muchas de las obras de Cliff buscan promover una visión alternativa de la historia frente a las narrativas dominantes establecidas. A menudo hacía referencia a su escritura como un acto de desafío, una forma de reclamar una voz y construir una narrativa para hablar en contra de lo indecible al abordar cuestiones de sexo y raza.
Al identificarse como birracial y bisexual, Cliff, que tenía ciudadanía jamaicana y estadounidense, usó su voz para crear una línea de trabajo lleno de poesía, novelas y cuentos. Sus escritos se enriquecieron con el poder, el privilegio y el dolor de su multi-ubicación para reimaginar creativamente la identidad caribeña.

## Biografía
Cliff nació en Kingston, Jamaica, en 1946 y se mudó con su familia a la ciudad de Nueva York tres años después. Regresó a Jamaica en 1956 y asistió al St Andrew High School for Girls, donde mantuvo un diario y comenzó a escribir, antes de regresar a la ciudad de Nueva York en 1960. Se educó en el Wagner College (de Nueva York) donde se graduó con una licenciatura en Historia Europea, y en el Instituto Warburg de la Universidad de Londres realizó estudios de posgrado en estudios del Renacimiento. Su trabajo de posgrado se centró en el Renacimiento italiano. Ocupó cargos académicos en varias universidades, incluidas Trinity College y Emory University.
Desde 1999, Cliff vivió en Santa Cruz, California, junto a su pareja, la poeta estadounidense Adrienne Rich. Las dos fueron pareja desde 1976 hasta la muerte de Rich en 2012.
Cliff murió de insuficiencia hepática el 12 de junio de 2016.

## Trayectoria
Su primer trabajo publicado se presentó en forma de crítica Claiming an Identity They Taught Me to Despise [Reclamar una identidad que me enseñaron a despreciar] y cubrió las muchas formas en que Cliff experimentó el racismo y los prejuicios.
Habiendo encontrado compañerismo y comunidad con feministas afroamericanas y latinas, el trabajo de Cliff prosperó y contribuyó a permitir que las voces de otras personas fueran escuchadas. Cliff fue colaboradora de la antología feminista negra de 1983 Home Girls: A Black Feminist Anthology.
En 1984, Cliff publicó Abeng, una novela semiautobiográfica que explora temas de la subjetividad sexual femenina y la identidad jamaicana. Luego vino The Land of Look Behind: Prose and Poetry (1985), que utiliza el mundo popular de Jamaica, su paisaje y cultura para examinar la idea de identidad.
La segunda novela de Cliff, No Telephone to Heaven, se publicó en 1987. En el corazón de esta novela, que continúa la historia de Clare Savage de su primera novela, Abeng, donde exploraba la necesidad de recuperar un pasado africano reprimido.
Sus obras también fueron antologizadas en una colección editada por Barbara Smith y Gloria Anzaldúa en Making Face, Making Soul: Creative and Critical Writing by Feminists of Color publicada en 1990.
A partir de 1990, se considera que el trabajo de Cliff adquirió un enfoque más global, especialmente con su primera colección de cuentos, Bodies of Water. En 1993 publicó su tercera novela, Free Enterprise, y en 1998 publicó otra colección de cuentos, The Store of a Million Items. Ambas obras continúan su búsqueda de volver a abordar los errores históricos.
Desde 2015, Cliff participó en numerosos proyectos literarios, entre ellos la traducción al inglés de las obras de varios escritores, poetas y creadores como la poeta argentina Alfonsina Stonri; el poeta y dramaturgo español Federico García Lorca y el poeta, director de cine y filósofo italiano Pier Paolo Pasolini.

### Feminismo
En 1981, Cliff se unió y convirtió en asociada del Instituto de Mujeres para la Libertad de Prensa (Women's Institute for Freedom of the Press).

## Obra

### Ficción
- 2010: Into the Interior (University of Minnesota Press). Novela.
- 2009: Everything is Now: New and Collected Stories (University of Minnesota Press). Cuentos cortos.
- 1998: The Store of a Million Items (Nueva York: Houghton Mifflin Company). Cuentos cortos.
- 1993: Free Enterprise: A Novel of Mary Ellen Pleasant (Nueva York: Dutton). Novela.
- 1990: Bodies of Water (Nueva York: Dutton). Cuentos cortos.
- 1987: No Telephone to Heaven (Nueva York: Dutton). Novela (secuela de Abeng).
- 1984: Abeng (Nueva York: Penguin). Novela.

### Poesía en prosa
- 1985: The Land of Look Behind and Claiming (Firebrand Books).
- 1980: Claiming an Identity They Taught Me to Despise (Persephone Press).

### Como editora
- 1982: Lillian Smith, The Winner Names the Age: A Collection of Writings (Nueva York: Norton).

### Otros
- 2008: If I Could Write This in Fire. University of Minnesota Press. Colección de no ficción.
- 1982: "If I Could Write This in Fire I Would Write This in Fire", en Barbara Smith (ed.), Home Girls: A Black Feminist Anthology (Nueva York: Kitchen Table: Women of Color Press).
- 1994: "History as Fiction, Fiction as History", Plowshares, otoño de 1994; 20 (2–3): págs. 196–202.[16]
- 1990: "Object into Subject: Some Thoughts on the Work of Black Women's Artists" en Gloria Anzaldúa (ed.), Making Face, Making Soul / Haciendo Caras: Creative and Critical Perspectives by Women of Color (San Francisco: Aunt Lute), págs. 271–290.